# Esperia
Esperia és un comune (municipi) de la província de Frosinone, a la regió italiana del Laci, situat a uns 110 km al sud-est de Roma i a uns 40 km al sud-oest de Frosinone.
Esperia limita amb els municipis de Campodimele, Castelnuovo Parano, Itri, San Giorgio a Liri, Spigno Saturnia, Ausonia, Pignataro Interamna, Pontecorvo i Formia.
A 1 de gener de 2019 tenia 3.841 habitants.

## Història
Segons algunes teories, la fundació de la ciutat estaria vinculada a la destrucció de l'antiga colònia romana d'Interamna Lirinas, tot i que la primera presència humana documentada històricament data de la fundació de diversos monestirs, amb els barris annexos, per l'Abadia de Montecassino (segle X).
El nom "Esperia" va ser escollit el 1867 quan les actuals frazioni de Roccaguglielma i San Pietro es van fusionar en un sol municipi, amb el primer com a seu municipal.
Durant la Segona Guerra Mundial Esperia va ser una de les poblacions que va patir la Marocchinate (la violació massiva comesa després de la batalla de Monte Cassino pels Goumiers, tropes colonials marroquines del Cos Expedicionari Francès). L'alcalde d'Esperia en aquell moment va informar que a la seva ciutat, 700 dones van ser violades i que algunes havien mort (sobre una població de 2.500 habitants).

## Llocs d'interès
L'església de Santa Maria Maggiore i San Filippo Neri a Esperia Superiore alberga un quadre de Taddeo Zuccari i un baix relleu de l'any 1521. La capella barroca de Lauretana dedicada a la Madonna de Loreto, a Esperia Inferiore, té una Madonna de fusta del segle xvi i diverses pintures de Luca Giordano.
Altres esglésies inclouen San Pietro a Esperia Inferiore, San Donato al Monte D'Oro, Santa Maria di Montevetro al Monte Montevetro (amb frescos del segle XV) i el santuari del segle xvi Madonna delle Grazie, situada a prop de les restes del castell, Santa Maria Maggiore a Monticelli, San Francesco adossada a la Casa di Riposo a Esperia Superiore, Santa Rosa situada a Badia di Esperia. De l'antic monestir de San Pietro in Foresta, situat a Monticelli, actualment només en resta una torre.